# Artur Stegner
Artur Stegner (* 10. Juni 1907 in Kattowitz; † 5. August 1986 in Bad Reichenhall) war ein deutscher Politiker der FDP und später des GB/BHE.

## Leben
Als Diplom-Chemiker besaß Stegner vor dem Zweiten Weltkrieg chemische Unternehmungen in Berlin und Breslau. Stegner trat zum 1. Dezember 1931 der NSDAP bei (Mitgliedsnummer 738.790). Ab 1945 war er am Aufbau einer Chemiefabrik in Holzminden beteiligt. Nach Kriegsende trat er 1945 der FDP bei, deren Landesvorsitzender in Niedersachsen er 1949 wurde. Von 1951 bis 1954 war er Mitglied im FDP-Bundesvorstand. Am 14. Januar 1954 verließ er nach Vorwürfen, er sei an Finanzmanipulationen beteiligt, Partei und Bundestagsfraktion. Am 7. Februar 1957 schloss sich Stegner dem GB/BHE an.
1946 zog er in den Stadtrat von Holzminden und in den Kreistag ein. Dem Deutschen Bundestag gehörte Stegner seit dessen erster Wahl 1949 bis 1957 an. 1951 wurde er auch zum Landtagsabgeordneten in Niedersachsen gewählt, legte das Mandat aber bereits am 1. Dezember 1951 nieder, um sich auf das Bundestagsmandat zu konzentrieren.
Nach Erkenntnissen des niedersächsischen Landtags hat sich Stegner nach seiner Zeit als Bundestagsabgeordneter der Hauptverwaltung Aufklärung (HV A) des DDR-Ministeriums für Staatssicherheit als Informant angeboten. Grund sollen finanzielle Probleme gewesen sein. Die HV A habe die Zusammenarbeit aber bald wieder beendet, weil seine Berichte wertlos gewesen seien.

## Veröffentlichungen
- (mit Paul Schnoeckel): Kampf um deutschen Lebensraum. Eine kolonialpolitische Betrachtung, Stilke, Berlin 1932.
- Die Überwindung des Kollektivismus, Göttinger Verlagsanstalt, Göttingen 1953.